# Gailleste
La Gailleste est un ruisseau qui traverse le département des Hautes-Pyrénées et un affluent gauche de l'Adour dans le bassin versant de l'Adour.

## Géographie
D'une longueur de 6,9 kilomètres, elle prend sa source sur la commune de Bagnères-de-Bigorre (Hautes-Pyrénées), à l'altitude 1 034 mètres.
Elle coule du sud vers le nord et après avoir reçu les eaux de l'Oussouet (rive gauche) se jette dans l'Adour à Montgaillard (Hautes-Pyrénées), à l'altitude 445 mètres.

### Communes et département traversés
Dans le département des Hautes-Pyrénées, la Gailleste traverse cinq communes et un canton : dans le sens amont vers aval : Bagnères-de-Bigorre (source), Labassère, Pouzac, Trébons et Montgaillard (confluence).
Soit en termes de cantons, la Gailleste prend source et conflue dans le canton de Bagnères-de-Bigorre.

## Affluents
La Gailleste a cinq affluents référencés :
- (D) Ruisseau de Sarraméa (rd), 3,3 km sur Bagnères-de-Bigorre ;
- (D) Ruisseau Èlysée Cottin (rd), 3,6 km sur Bagnères-de-Bigorre ;
- (G) Ruisseau Peyret (rg), 3,2 km sur Labassère et Pouzac ;
- (D) Ruisseau l'Anou (rd), 5,5 km sur Bagnères-de-Bigorre et Pouzac ;
- (G) Ruisseau l'Oussouet (rg), 14,8 km sur Astugue, Bagnères-de-Bigorre, Germs-sur-l'Oussouet, Labassère, Neuilh et Trébons.

(D) rive droite ; (G) rive gauche.